# Coelotes saccatus
Coelotes saccatus är en spindelart som beskrevs av Peng och Yin 1998. Coelotes saccatus ingår i släktet Coelotes och familjen mörkerspindlar. Inga underarter finns listade i Catalogue of Life.